# Stand Ye Guamanians
Stand Ye Guamanians ("In piedi, Guamani!") è l'inno dell'isola di Guam, l'inno nazionale ufficiale dell'isola (che è un territori dipendente dagli Stati Uniti) è The Star-Spangled Banner.  Adottato nel 1919, è stato scritto e musicato da Ramon Manalisay Sablan in lingua inglese e chamorro.

## Testo in chamorro
Fanohge Chamoru put it tano'-ta

Kanta i matuna-na gi todu i lugat

Para i onra, para i gloria

Abiba i isla sinparat.
Todu i tiempo i pas para hita

Yan ginen i langet na bendision

Kontra i piligru na' fansafo'ham

Yu'os prutehi i islan Guam.

## Testo in inglese
Stand ye Guamanians for your country

And sing her praise from shore to shore

For her honor, for her glory

Exalt our island forever more.
May everlasting peace reign over us

May heaven's blessing to us come

Against all perils, do not forsake us

God protect our island, Guam.

## Traduzione italiana
In piedi, Guamani, per la vostra terra

E cantate la sua lode da spiaggia a spiaggia

Per il suo onore, per la sua gloria

Lodate la nostra isola sempre di più.
Possa la pace regnare su di noi per sempre

Possa la benedizione divina scendere su di noi

Contro tutti i pericoli, non abbandonarci

O Dio, proteggi la nostra isola, Guam.